# 레이드백
레이드백은 대한민국의 음악 그룹이다. 2015년 디지털 싱글 앨범 [우리 둘이]로 데뷔했다.

## 학력
- 백석대학교 문화예술학부 실용음악전공 졸업

## 방송
- 제28회 CBS 크리스천 뮤직 페스티벌 (2017) - 대상

## 음반
- 우리 둘이 (2015)
- 내 사랑 (2016)
- 바랄게 (2017)
- 제28회 CBS 크리스천뮤직페스티벌 (2018)